# Forst (Wessobrunn)
Forst ist ein Gemeindeteil von Wessobrunn im oberbayerischen Landkreis Weilheim-Schongau.
Der Gemeindeteil entstand im April 2010 durch die Zusammenfassung der damaligen Gemeindeteile Templhof, St. Leonhard im Forst, Rechthal und Linden.
Mit Bescheid des Landratsamts Weilheim vom 28. April 2010 wurde der Gemeindeteilname erteilt. Gleichzeitig wurden die Gemeindeteilnamen Templhof, St. Leonhard, Rechthal und Linden aufgehoben.
Der Gemeindeteil ist nicht identisch mit dem gleichnamigen früheren Gemeindeteil, der zeitgleich aufgehoben und auf die Gemeindeteile Oberforst und Unterforst aufgeteilt wurde.